# Ognitit
Ognitit (IMA-Symbol Ogn) ist ein sehr selten vorkommendes Mineral aus der Mineralklasse der „Sulfide und Sulfosalze“ mit der chemischen Zusammensetzung NiBiTe und damit chemisch gesehen ein Nickel-Bismut-Tellurid. Aufgrund ihrer chemischen Verwandtschaft mit den Sulfiden werden die Telluride in dieselbe Klasse eingeordnet.
Ognitit kristallisiert im trigonalen Kristallsystem, konnte bisher aber nur in Form unregelmäßiger Körner bis etwa 80 μm Größe gefunden werden. Das Mineral ist in jeder Form undurchsichtig (opak) und von schwarzer Farbe und Strichfarbe. Die Korn-Oberflächen zeigen einen metallischen Glanz.

## Etymologie und Geschichte
Ognitit wurde erstmals vom russischen Geologen Gennadi Schwedow gemeinsam mit Kollegen aus anderen Ländern im Ognit-Komplex (auch Medek) im Gebiet der Flüsse Birjussa und Tschuna (am Oberlauf Uda) in der russischen Oblast Irkutsk entdeckt. Die Analyse und Erstbeschreibung erfolgte durch Andrei Y. Barkov, Luca Bindi, Nobumichi Tamura, Gennadi I. Schwedow, Björn Winkler, Camelia V. Stan, Wolfgang Morgenroth, Robert F. Martin, Federica Zaccarini und Christopher J. Stanley, die das Mineral nach dessen Typlokalität benannten.
Das Mineralogenteam sandte seine Untersuchungsergebnisse und den gewählten Namen 2018 zur Prüfung an die International Mineralogical Association (interne Eingangs-Nr. der IMA: 2018-006a), die den Ognitit als eigenständige Mineralart anerkannte. Die Erstbeschreibung wurde im Jahr darauf im Fachmagazin Mineralogical Magazine publiziert.
Das Typmaterial des Minerals wird in der mineralogischen Sammlung des Museo di Storia Naturale (Florenz) unter der Katalog-Nr. 3292/I aufbewahrt.

## Klassifikation
Da der Ognitit erst 2018 als eigenständiges Mineral anerkannt und dies erst 2019 publiziert wurde, ist er weder in der zuletzt 2009 aktualisierten 9. Auflage der Strunz’schen Mineralsystematik noch im zuletzt 2018 überarbeiteten und aktualisierten Lapis-Mineralienverzeichnis nach Stefan Weiß verzeichnet (vergleiche auch Lapis-Systematik). Auch die vorwiegend im englischen Sprachraum gebräuchliche Systematik der Minerale nach Dana kennt den Ognitit bisher nicht.
Aufgrund seiner chemischen Zusammensetzung kann das Mineral allerdings der Mineralklasse der „Sulfide und Sulfosalze“ zugeordnet werden. Die von der Mineraldatenbank „Mindat.org“ weitergeführte Strunz-Klassifikation ordnet den Ognitit hier weiter in die Abteilung der Metallsulfide mit dem Stoffmengenverhältnis Metall : Schwefel (und Verwandte) ≤ 1 : 2, genauer in die Unterabteilung „M : S = 1 : 2; mit Cu, Ag, Au“, wo er aufgrund der strukturellen Verwandtschaft zur „Melonitgruppe“ mit der System-Nr. 2.EA.20 gehört (vergleiche dazu auch Melonitgruppe der Klassifikation nach Strunz).

## Chemismus
In der (theoretisch) idealen Zusammensetzung von Ognitit (NiBiTe) besteht das Mineral im Verhältnis zu gleichen Teilen aus Nickel, Bismut und Tellur. Dies entspricht einem Massenanteil (Gewichtsprozent) von 14,85 Gew-% Ni, 52,87 Gew-% Bi und 32,28 Gew-% Te.
Insgesamt sieben Mikrosondenanalysen am Typmaterial von Ognitit ergaben dagegen eine leicht abweichende Zusammensetzung von durchschnittlich 17,05 Gew-% Ni, 49,64 Gew-% Bi und 32,53 Gew-% Te sowie zusätzliche Fremdbeimengungen von jeweils 0,14 Gew-% Kupfer und Palladium sowie 0,07 Gew-% Eisen.

## Kristallstruktur
Ognitit kristallisiert in der trigonalen Raumgruppe P3m1 (Raumgruppen-Nr. 156) mit den Gitterparametern a = 3,928(1) Å und c = 5,385(1) Å sowie einer Formeleinheit pro Elementarzelle.

## Bildung und Fundorte
An seiner Typlokalität und bisher einzigem bekannten Fundort (Stand 2023) fand sich Ognitit eingewachsen in Chalkopyrit mit der in Dunit eingesprengten Cu-Ni-PGE-Sulfidmineralisierung. Als weitere Begleitminerale konnten noch Altait, gediegen Bismut, Hessit und Magnetit nachgewiesen werden.
Der Ognit-Komplex besteht aus einem eher kleinen ultramafischen Gesteinskörper mit einer Länge von etwa 1,5 km in der Kontaktzone von Granodiorit und Gneis. Die Kernzone besteht hauptsächlich aus Dunit, vergesellschaftet mit Wehrlit und Olivinpyroxenit. Im Ognit-Komplex ist zudem eine großräumige Schichtung erkennbar sowie die Entwicklung einer ausgeprägten Zone mit metasomatischer Alteration.